# Vida de una mujer
Vida de una mujer (女の一生 Onna no issho?)  es una película dramática japonesa de 1953, escrita y dirigida por Kaneto Shindō y basada en la novela Une vie de Guy de Maupassant de 1883.

## Sinopsis
Poco después de graduarse en la escuela secundaria, Fujiko Shirakawa se casa con Shintarō Yamazaki, cuyos padres tienen un lucrativo restaurante. Fujiko pronto descubre que no solo su suegro tiene dos amantes, sino que Shintarō tiene un romance con la criada Yuki. Embarazada del hijo de Shintarō, Fujiko cede a la petición de sus padres y suegros de quedarse con su esposo. Cuando Yuki también resulta estar embarazada y es enviada de regreso con sus padres, Fujiko logra convencer a sus suegros de criar al hijo de Yuki, Jirō, junto con su propio hijo Tarō en la casa de los Yamazaki. Algún tiempo después, Shintarō muere y, con el estallido de la Guerra del Pacífico, Tarō y Jirō son movilizados.
Tras el fin de la guerra, Fujiko se hace cargo del restaurante de la familia Yamazaki, que sigue prosperando. Su hijo Tarō, que ha vuelto de la guerra mientras que Jirō ha desaparecido, viola a una de las criadas y desaparece. Fujiko acoge al hijo de la criada para criarlo en su casa.

## Reparto
- Nobuko Otowa como Fujiko Shirakawa
- Koreya Senda como el padre de Fujiko
- Jūkichi Uno como Masao, el hermano de Fujiko
- Akira Yamauchi como Shintarō Yamazaki
- Eitarō Shindō como Tokubei, el padre de Shintarō
- Haruko Sugimura como Tamae, la madre de Shintarō
- Haruo Tanaka como Yoshihito Mizoguchi
- Tanie Kitabayashi como Tora, la madre de Yuki
- Yuriko Hanabusa como Mitsue, la madre de Fujiko
- Sumiko Hidaka como Yuki Kawakami
- Ranko Hanai como Harue
- Yukiko Todoroki como Hanayu
- Ichirō Sugai como Kichimatsu, el padre de Yuki
- Eijirō Tōno como Kyūzaemon
- Eijirō Yanagi como Hamamura
- Taiji Tonoyama como Tomekichi

## Recepción
En su reseña de la película en su libro de 1959 The Japanese Film – Art & Industry, Donald Richie y Joseph L. Anderson vieron una «fuerte evocación del pasado», pero criticaron a Shindō por ir demasiado lejos en la descripción de los «aspectos desagradables de la historia».